# Elezioni parlamentari in Polonia del 1991
Le elezioni parlamentari in Polonia del 1991 si tennero il 27 ottobre per il rinnovo dell'Assemblea nazionale (Sejm e Senato). In seguito all'esito elettorale, Presidente del Consiglio divenne Jan Olszewski (Accordo di Centro); nel 1992 gli succedette Waldemar Pawlak (Partito Popolare Polacco) che, non riuscendo a formare un governo, fu a sua volta sostituito da Hanna Suchocka (Unione Democratica).

## Risultati

### Sejm
| Liste                                                      | Voti       | %     | Seggi |
| ---------------------------------------------------------- | ---------- | ----- | ----- |
| Unione Democratica (UD)                                    | 1 382 051  | 12,32 | 62    |
| Alleanza della Sinistra Democratica (SLD)                  | 1 344 820  | 11,99 | 60    |
| Azione Elettorale Cattolica (WAK) (ZChN)                   | 980 304    | 8,74  | 49    |
| Alleanza del Centro Civico (POC) (PC - KOS - Ojcowizna)    | 977 344    | 8,71  | 44    |
| Partito Popolare Polacco (PSL)                             | 972 952    | 8,67  | 48    |
| Confederazione della Polonia Indipendente (KPN)            | 841 738    | 7,50  | 46    |
| Congresso Liberal-Democratico (KLD)                        | 839 978    | 7,49  | 37    |
| Accordo Popolare (PL)                                      | 613 626    | 5,47  | 28    |
| Solidarność                                                | 566 553    | 5,05  | 27    |
| Partito Polacco degli Amici della Birra                    | 367 106    | 3,27  | 16    |
| Democrazia Cristiana                                       | 265 179    | 2,36  | 5     |
| Unione per la Politica Reale                               | 253 024    | 2,26  | 3     |
| Solidarietà del Lavoro                                     | 230 975    | 2,06  | 4     |
| Alleanza dei Democratici                                   | 159 017    | 1,42  | 1     |
| Minoranza Tedesca (MN)                                     | 132 059    | 1,18  | 7     |
| Partito dei Democratici Cristiani                          | 125 314    | 1,12  | 4     |
| Partito Polacco Ecologico - Verdi                          | 91 726     | 0,82  | –     |
| Partito della Libertà                                      | 78 704     | 0,70  | –     |
| Partito Nazionale                                          | 74 082     | 0,66  | –     |
| Partito Polacco Ecologico - Partito Polacco dei Verdi      | 71 043     | 0,63  | –     |
| Partito X                                                  | 52 735     | 0,47  | 3     |
| Movimento Democratico Sociale                              | 51 656     | 0,46  | 1     |
| Movimento per l'Autonomia della Slesia                     | 40 061     | 0,36  | 2     |
| Blocco Popolare Cristiano                                  | 36 665     | 0,33  | –     |
| Movimento Cristiano Sociale "Patto"                        | 30 092     | 0,27  | –     |
| Blocco Elettorale di Minoranza                             | 29 428     | 0,26  | –     |
| Unione Occidentale Polacca                                 | 26 053     | 0,23  | 4     |
| Associazione Autonoma Indipendente degli Agenti di Polizia | 22 444     | 0,20  | –     |
| Comitato Elettorale Bielorusso                             | 6 081      | 0,05  | –     |
| Altri                                                      | 555 792    | 4,95  | 9     |
| Totale                                                     | 11 218 602 | 100   | 460   |

- I 44 seggi ottenuti dall'Alleanza del Centro Civico furono così ripartiti: 40 Accordo di Centro, 1 Comitato Cittadino Solidarność, 1 Forum Polacco Popolare Cristiano "Ojcowizna", 2 Indipendenti.